# Mięsień obniżacz przegrody

Mięśnie obniżacze przegrody

Mięsień obniżacz przegrody, mięsień obniżacz przegrody nosa (łac. musculus depressor septi, musculus depressor septi nasi) – w anatomii człowieka parzysty, mały, płaski mięsień wyrazowy głowy, należący do mięśni otoczenia nozdrzy (mięśni nosa zewnętrznego). Przyczep początkowy ma na łęku zębodołowym górnego przyśrodkowego siekacza, kończy się na tylnym brzegu skrzydła nosa i dolnym brzegu błoniastej części przegrody nosa. Mięsień ten unerwiony jest przez gałązki policzkowe nerwu twarzowego. Pociąga ruchomą część nosa w dół.